# Erich Nowotny
Erich Nowotny (* 15. Oktober 1918) ist ein ehemaliger deutscher Fußballspieler, der den Großteil seiner Karriere bei Kickers Offenbach spielte und mit dem Team vom Stadion am Bieberer Berg erstmals im Jahr 1940 als Meister der Gauliga Südwest in der Endrunde um die deutsche Fußballmeisterschaft zum Einsatz gekommen war. Im Verlauf des Zweiten Weltkriegs folgten noch die weiteren Endrundenteilnahmen in den Jahren 1941 (Südwestmeister), 1942, 1943 und 1944 mit Offenbach als Meister der Gauliga Hessen-Nassau. Von 1945 bis 1950 hat der jetzt als Abwehrchef auf der Mittelläuferposition agierende Dreh- und Angelpunkt des Kickers-Spiels für den OFC 135 Ligaspiele in der damals erstklassigen Oberliga Süd absolviert und dabei 17 Tore erzielt. Er gewann unter Trainer Paul Oßwald im Jahr 1949 die süddeutsche Meisterschaft und kam insgesamt in den Endrunden um die deutsche Fußballmeisterschaft von 1940 bis 1949 in 20 Spielen zum Einsatz, in denen er acht Tore erzielte. Der Endspielelf gegen den VfB Stuttgart (1:2) am 25. Juni 1950 in Berlin gehörte „Kolbe“ Nowotny nicht mehr an, mit dem Oberligaspiel am 2. April 1950 bei der SpVgg Fürth (2:2) hatte er seine Laufbahn beendet.

## Kickers Offenbach, 1937 bis 1950

### Gauliga, bis 1945
Vor der Saison 1937/38 kam Erich Nowotny von der Spvgg 05 Frankfurt-Oberrad zu Kickers Offenbach in die Gauliga Südwest. In seiner Debütrunde belegte der OFC den vierten Rang und der Neuzugang aus Oberrad war zumeist als Halbstürmer aufgelaufen. Dies war auch der Fall als Offenbach am 2. Januar 1938 das Heimspiel gegen Eintracht Frankfurt mit 4:2 gewann. In seinem zweiten Jahr in Offenbach, 1938/39, reichte es in der Ligarunde wiederum zum 4. Platz und Nowotny gehörte auch dem Team an, das am 27. November 1938 auf dem heimischen Bieberer Berg Eintracht Frankfurt deutlich mit 6:1 bezwang. In der Rückrunde nahm er mit seiner Mannschaft an einem Osterturnier in Brandenburg teil, das die OFC-Elf mit einem 7:1 im Finale gegen den Freiburger FC erfolgreich gestaltete und danach in der Presse mit Lob überhäuft wurde.
Ab der Saison 1939/40 starteten Nowotny und Kollegen zu einem fünfjährigen Erfolgszug: In Folge gewann Kickers Offenbach von 1940 bis 1944 fünf Meisterschaften in der Gauliga und zog damit auch fünfmal in die Endrunde um die deutsche Fußballmeisterschaft ein. Das erste Spiel in der Endrunde bestritt Nowotny am 19. Mai 1940 in Stuttgart gegen die Stuttgarter Kickers. Durch den Ausbruch des Zweiten Weltkriegs waren aber zwischenzeitlich sieben OFC-Spieler an die Front abkommandiert und die Schwaben setzten sich überlegen mit 4:0 durch. Nowotny bildete auf Halblinks mit Linksaußen Jakob Mondorf den linken Flügel. In der Endrunde 1941 war der OFC aber sportlich deutlich konkurrenzfähiger. Mit 8:4 Punkten belegten die Hessen hinter Gruppensieger VfL Köln 1899 (9:3) den zweiten Rang. Entscheidend war die 1:3-Auswärtsniederlage am 4. Mai 1941 in Köln, als sich Nowotny, Harry Staab und Karl Göhlich nicht entscheidend gegen die Kölner Abwehr um die Brüder Alfons und Ernst Moog durchsetzen konnte. In der Endrunde 1942 lief Nowotny in allen vier Begegnungen gegen den VfL Köln 1899 (3:1), Werder Bremen (4:3), im Halbfinale gegen den FC Schalke 04 (0:6) und im Spiel um Platz 3 gegen Blau-Weiß 90 Berlin (0:4) für den Meister der Gauliga Hessen-Nassau auf. In den Endrunden 1943 und 1944 kamen noch die zwei Spiele gegen 1860 München (0:2) und den FC Mülhausen (2:4) hinzu. Insgesamt hat „Kolbe“ Nowotny während des Zweiten Weltkriegs mit Kickers Offenbach sechzehn Endrundenspiele um die deutsche Meisterschaft bestritten und dabei acht Tore erzielt.
In dieser Zeitphase war der großgewachsene Spieler auch mit Offenbach im Tschammerpokal aktiv. Im Wettbewerb 1940 gegen den SV Dessau 05 (2:2 n. V., beide Tore durch Nowotny; 4:0 im Wiederholungsspiel, ein Tor) und den 1. FC Nürnberg (2:3). Außerdem 1942 in drei Spielen gegen den 1. FC Kaiserslautern (3:2), den  FC Hanau 93 (3:1) und Werder Bremen (1:6). Im Jahr 1943 steuerte er zum 5:3-Sieg gegen die Stuttgarter Kickers zwei Tore bei und auch bei der 1:2-Niederlage am 12. September gegen den FV Saarbrücken mit dem Siegtorschützen Herbert Binkert in der 75. Minute zeichnete sich Nowotny als Offenbacher Torschütze aus.
Im Reichsbundpokal war der Offenbacher am 3. Dezember 1939 im Spiel der Hessenauswahl gegen die Südwestvertretung (0:3) in Kassel in Reihen der siegreichen Südwestelf als linker Außenläufer im Einsatz. Am 14. Januar 1940 verlor der Südwesten in Frankfurt gegen den späteren Pokalsieger Bayern mit 1:2. Nowotny lief wiederum als linker Außenläufer auf und Fritz Walter, Albert Wirsching und Peter Momber bildeten den Innensturm des Gastgebers.

### Oberliga Süd, 1945 bis 1950
Nach Ende des Zweiten Weltkriegs spielte im Oktober 1945 bereits eine Offenbacher Stadtauswahl in Gießen und verlor 2:4. Zu den Vertretern des OFC gehörten die Spieler Emil Wenzel, Karlo Funk, Hans Seiter, Karl Göhlich, Willi Keim und Erich Nowotny. Ab dem 4. November startete die neu gegründete Oberliga Süd. Unter Trainer Rudolf Keller und mit Spielern wie Fred Patzl (Torhüter), Heinrich „Heini“ Abt, Ferdinand „Ferdi“ Emberger, Anton Picard, Fred Harthaus, Heinz „Knorze“ Kaster, Willi Keim, Heinrich Keller, Emil Maier, Ludwig Mohler, Willi Weber und Karl Göhlich belegte Offenbach 1945/46 mit 24:36 Punkten in der Debütsaison der Oberliga Süd den 12. Rang. Frühe Heimkehrer aus der Gefangenschaft veränderten fortlaufend das Mannschaftsbild und so kam es, dass der OFC in dieser Runde etwa 33 Spieler zum Einsatz brachte, darunter auch Erich Nowotny.
Als die Trainerära von Paul Oßwald auf dem Bieberer Berg in der Saison 1946/47 begann und Kurt Schreiner die Offensive verstärkte, verbesserte sich das Team auf den fünften Rang. Der lange Mittelläufer, als „Kolbe“ eine Kickers-Legende, brauchte lauffreudige Jugend an seiner Seite und Oßwald stellte die Außenläufer Ludwig Mohler und Willi Keim dafür zur Verfügung. In der Rückrunde trotzten die Mannen um Nowotny am 9. März 1947 im Heimspiel dem überlegenen Tabellenführer und späteren Meister 1. FC Nürnberg ein 1:1-Remis ab.
In der dritten Oberligasaison 1947/48 spielte der aus dem Nachbarort Hausen nach Offenbach gekommene Anton Picard eine herausragende Runde: In 34 Ligaspielen erzielte er 19 Tore, obwohl die Kickerself lediglich den neunten Rang erreichte. Abwehrdirigent Nowotny absolvierte 37 Ligaeinsätze und erzielte drei Tore.
Den Titelgewinn mit dem OFC in der Oberliga Süd in der Spielzeit 1948/49 erlebte Nowotny als Mittelpunkt der besten Abwehr des Südens: In 30 Ligaspielen hatte die Defensive um Nowotny lediglich 29 Gegentreffer zugelassen. Offenbach gewann nicht nur die Meisterschaft in der Oberliga Süd mit elf Punkten Vorsprung, das Team hatte auch die meisten (79) Tore geschossen und die wenigsten (29) kassiert. Die beiden Derbys gegen Eintracht Frankfurt wurden mit 3:1 beziehungsweise 5:0 gewonnen. Im OFC-Jubiläumsbuch ist notiert: „‚Kolbe‘ war der eigentliche Vorgänger von Hermann Nuber, denn seine Spielanlagen waren ähnlich und auch er wurde zum Ehrenspielführer ernannt.“ Die Abwehr formierte sich überwiegend mit Torhüter Josef „Bubi“ Schepper, dem Verteidigerpaar Keller und Picard, sowie mit der Läuferreihe Emberger, Nowotny und Keim. Im Angriff lief Offenbach zumeist in der Besetzung mit Kurt Schreiner, Horst Buhtz, Emil Maier, Albert Wirsching und Willi Weber auf. Nach der Vorrunde führte das Oßwald-Team die Tabelle mit 28:2 Punkten an, verlor dann aber am 6. Februar 1949, dem 18. Spieltag, das Auswärtsspiel beim 1. FC Nürnberg sensationell hoch mit 1:8. In der Endrunde um die deutsche Fußballmeisterschaft 1949 scheiterte Nowotny mit seinen Kollegen am 26. Juni 1949 in der Schalker Glückauf-Kampfbahn vor 55.000 Zuschauern im Halbfinale nach einer 1:2-Niederlage am Vizemeister der Oberliga Süd, den VfR Mannheim. Er dirigierte dabei die Offenbacher Abwehr, ebenso wie am 9. Juli beim Spiel um den dritten Platz, welches mit 1:2 nach Verlängerung gegen die neue Fußballmacht aus dem Südwesten, den 1. FC Kaiserslautern, verloren wurde.
Als Titelverteidiger der Oberliga Süd musste sich Offenbach 1949/50 mit dem dritten Rang begnügen; dieser reichte aber zum erneuten Einzug in die Endrunde, da diese 1950 mit 16 Vereinen ausgetragen wurde. Spielführer Nowotny bestritt aber lediglich noch fünf Oberligaeinsätze. Mit dem Einsatz am 2. April 1950 beim späteren Südmeister SpVgg Fürth, einem 2:2-Remis, endete seine langjährige Spielerlaufbahn bei Kickers Offenbach. Nochmals maß er sich mit Angreifern der Extraklasse des Südens. Der Fürther Angriff mit Horst Hoffmann, Otto Brenzke, Horst Schade, Max Appis und Hans Nöth erzielte mit 77 Treffern die meisten Tore Süddeutschlands in dieser Saison. In der erfolgreichen Endrunde 1950 kam Nowotny beim OFC nicht mehr zum Einsatz; da war die Läuferreihe mit Schreiner, Picard und Keim besetzt.